# Błyszcz (Tatry)

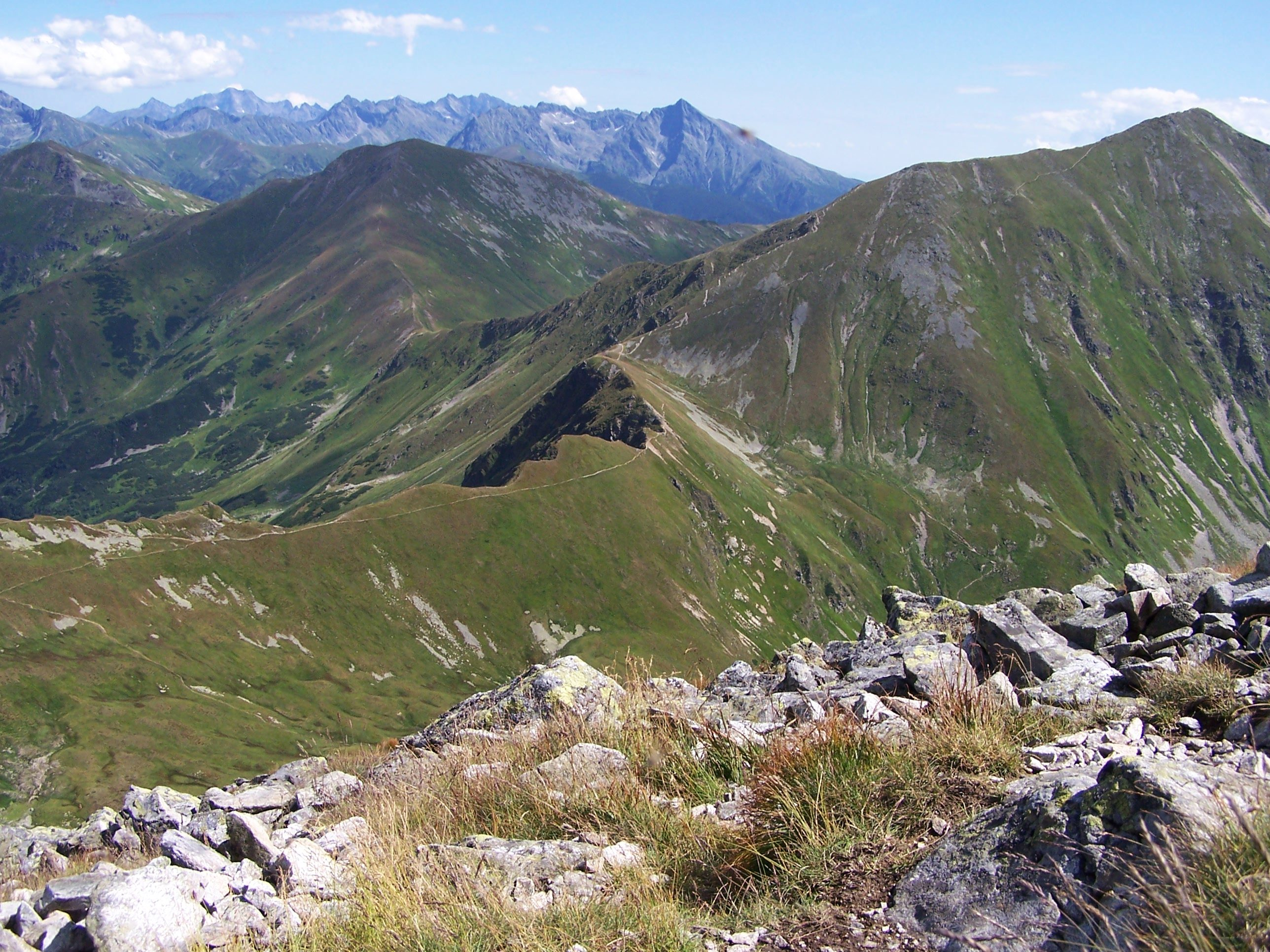
Liliowe Turnie, Błyszcz i Bystra – widok ze Starorobociańskiego Wierchu

Błyszcz (słow. Blyšť) – słabo odgraniczone zakończenie północnej grani Bystrej, najwyższego szczytu w Tatrach Zachodnich. Z geograficznego punktu widzenia Błyszcz nie jest szczytem, ponieważ ma zerową minimalną deniwelację względną, czyli nie istnieje żadne obniżenie grani pomiędzy nim a Bystrą. Ma wysokość 2159 m n.p.m. i zbudowany jest z granitów i gnejsów. Wznosi się ponad dolinami: Pyszniańską, Kamienistą i Gaborową.

## Opis punktu
Błyszcz leży w głównym grzbiecie Tatr, którym biegnie tu granica polsko-słowacka; pomiędzy dwoma wybitnymi szczytami: Kamienistą i Starorobociańskim Wierchem. Od położonej na wschód Kamienistej oddzielony jest Pyszniańską Przełęczą. Ze Starorobociańskim Wierchem łączy go niska, poszarpana grań, w której wyróżnia się jeszcze jeden niewybitny szczyt – Siwy Zwornik i grań Liliowych Turni, ograniczona dwoma niewielkimi przełęczami: Liliowym Karbem i Banistą Przełęczą. Od północnej, polskiej strony jego stroma, 400-metrowa ściana opada do Doliny Pyszniańskiej, tworząc w niższych partiach skalne żebra, tzw. Grzędy. Błyszcz i Bystra widoczne są z wielu miejsc w Dolinie Kościeliskiej, doskonale widać je ze schroniska PTTK na Hali Ornak i znad Smreczyńskiego Stawu. Skaliste zbocze Błyszcza często błyszczy się w promieniach światła, stąd jego nazwa. Nazwę tę upowszechnił Walery Eljasz-Radzikowski – twórca jednego z pierwszych przewodników po Tatrach. Szczyt wcześniej nazywany był Pyszną z racji swojego położenia nad halą o tej nazwie. Słownik geograficzny Królestwa Polskiego podawał ponadto poboczną formę Błyski Wierch.
Błyszcz i Bystra były pod koniec XIX i w pierwszej połowie XX w. popularnym obiektem turystycznych wypraw. Pierwsi turyści korzystali z gospody na polanie Stare Kościeliska, później z nieistniejącego już schroniska na Hali Pysznej. Po utworzeniu w 1947 r. rezerwatu przyrody Tomanowa-Smreczyny Błyszcz przez długi czas był nieosiągalny dla turystów polskich. Obecnie jest dostępny z Banistej Przełęczy.
Rejon Błyszcza porasta ciekawa flora. Występują tutaj m.in. mietlica alpejska, ukwap karpacki i saussurea wielkogłowa, występujące w Polsce tylko w Tatrach i to na nielicznych stanowiskach.

## Szlaki turystyczne
– czerwony szlak biegnący główną granią przez Liliowy Karb, Liliowe Turnie, Banistą Przełęcz i Błyszcz do Pyszniańskiej Przełęczy. Jest nieczynny od 1 XI do 15 VI.
- Czas przejścia z Liliowego Karbu na Błyszcz: 55 min, ↓ 35 min
- Czas przejścia z Błyszcza na Pyszniańską Przełęcz: 40 min, ↑ 55 min

  – niebieski szlak (tylko po słowackiej stronie) od zielonego szlaku (Pod Klinem – Liliowy Karb) w Dolinie Gaborowej na Banistą Przełęcz, od której biegnie na Bystrą zachodnimi zboczami Błyszcza tuż pod jego grzbietem, inną ścieżką niż graniczny szlak czerwony (można to zobaczyć na zdjęciu). Jest nieczynny od 1 XI do 15 VI.
- Czas przejścia od rozdroża ze szlakiem zielonym na przełęcz: 1 h, ↓ 40 min
- Czas przejścia z przełęczy na Bystrą: 40 min, ↓ 25 min